# Proposition indécente
Pour plus de détails, voir Fiche technique et Distribution.
Proposition indécente (Indecent Proposal) est un film américain d'Adrian Lyne, réalisé en 1992, sorti en 1993 et dont les acteurs principaux sont Robert Redford, Demi Moore et Woody Harrelson.

## Synopsis
Diana et David Murphy forment un couple extrêmement amoureux, marié depuis la fin de leur adolescence. Diana est agent immobilier et David travaille dans un cabinet d'architecte, avec le projet de construire une maison ultra-moderne. Ils empruntent une forte somme d'argent en vue de bâtir la maison, lorsque tous deux perdent leur emploi en conséquence d'une grave crise économique.
David emprunte 5 000 dollars à son père et se rend avec Diana à Las Vegas pour tenter de les faire fructifier. Ils ont en effet besoin du décuple pour rembourser leurs dettes et finir la maison. Malheureusement, alors que leur premier jour leur avait permis d'atteindre la somme de 25 000 dollars, ils perdent l'intégralité de l'argent le lendemain. Dépités, ils s'apprêtent à quitter la ville quand ils aperçoivent une partie de black jack du célèbre milliardaire John Gage. Celui-ci appelle alors Diana à ses côtés comme son porte-bonheur. Alors qu'il échoue toujours, elle lui confie être plus attirée par le jeu de dés, et Gage y remporte un million de dollars.
À la suite de cette victoire, le milliardaire invite le couple à une soirée privée. Il leur fait alors une proposition indécente : un million de dollars, en échange d'une nuit avec Diana.

## Fiche technique
- Titre : Proposition indécente
- Titre original : Indecent Proposal
- Réalisation : Adrian Lyne
- Scénariste : Amy Holden Jones, d'après le roman éponyme de Jack Engelhard paru en 1989
- Compositeur : John Barry
- Directeur de la photographie : Howard Atherton
- Montage : Joe Hutshing
- Montage additionnel : Robert C. Jones
- Producteur exécutif : Alex Gartner
- Distribution : United International Pictures
- Pays de production :  États-Unis
- Durée : 117 minutes
- Dates de sortie :
  - États-Unis : 7 avril 1993
  - France : 12 mai 1993

## Distribution
- Robert Redford (VF : Claude Giraud) : John Gage
- Demi Moore (VF : Anne Jolivet) : Diana Murphy
- Woody Harrelson (VF : Éric Herson-Macarel) : David Murphy
- Seymour Cassel (VF : Jacques Richard) : M. Shackleford
- Oliver Platt (VF : Jean-Loup Horwitz) : Jeremy
- Billy Bob Thornton (VF : Jean-François Kopf) : un touriste
- Rip Taylor (VF : Yves-Marc Gilbert) : M. Langford
- Billy Connolly (VF : Jean Barney) : lui-même, le commissaire-priseur
- Joel Brooks : l'agent immobilier
- Pierre Epstein (VF : Jean Michaud) : Van Buren
- Danny Zorn (VF : Michel Mella) : un scénariste
- Mariclare Costello : la mère de David
- Joseph Ruskin : le patron de la mine
- Irene Olga Lopez (VF : Tamila Mesbah) : la femme de ménage de Gage
- Israel Juarbe (VF : Jean-Jacques Nervest) : Miguel, l'étudiant
- Herbie Hancock : lui-même